# Campeonato Europeu Júnior de Atletismo de 1983
O Campeonato Europeu Júnior de Atletismo de 1983 foi a 7ª edição da competição de atletismo organizada pela Associação Europeia de Atletismo para atletas com menos de vinte anos, classificados como Júnior. O evento foi realizado no Estádio Rudolf-Tonn em Schwechat na Áustria, entre 25 e 28 de agosto de 1983. Teve como destaque a Alemanha Oriental com 28 medalhas, sendo 14 de ouro.

## Resultados
Esses foram os resultados do campeonato.

### Masculino
| Evento                       | Ouro                                                                                      | Ouro     | Prata                                                                                        | Prata    | Bronze                                                                                  | Bronze   |
| ---------------------------- | ----------------------------------------------------------------------------------------- | -------- | -------------------------------------------------------------------------------------------- | -------- | --------------------------------------------------------------------------------------- | -------- |
| 100 m                        | Lincoln Asquith · Reino Unido                                                             | 10.34    | Sergey Poduzdov · União Soviética                                                            | 10.52    | Max Morinière · França                                                                  | 10.56    |
| 200 m                        | Jürgen Evers · Alemanha Ocidental                                                         | 20.37    | Ralf Lübke · Alemanha Ocidental                                                              | 20.50    | Lincoln Asquith · Reino Unido                                                           | 20.86    |
| 400 m                        | Thomas Schönlebe · Alemanha Oriental                                                      | 45.64    | Jens Carlowitz · Alemanha Oriental                                                           | 45.72    | Klaus Just · Alemanha Ocidental                                                         | 46.44    |
| 800 m                        | Ikem Billy · Reino Unido                                                                  | 1:47.15  | Piotr Piekarski · Polónia                                                                    | 1:47.70  | Alberto Barsotti · Itália                                                               | 1:48.44  |
| 1.500 m                      | Maik Dreissigacker · Alemanha Oriental                                                    | 3:40.79  | Igor Lotorev · União Soviética                                                               | 3:41.41  | Raf Wijns · Bélgica                                                                     | 3:41.75  |
| 3.000 m                      | Maik Dreissigacker · Alemanha Oriental                                                    | 8:03.18  | Sergey Afanasyev · União Soviética                                                           | 8:03.63  | Sławomir Majusiak · Polónia                                                             | 8:03.69  |
| 5.000 m                      | Jonathan Richards · Reino Unido                                                           | 13:56.41 | Heiner Mebes · Alemanha Oriental                                                             | 14:02.76 | Detlef Schwarz · Alemanha Ocidental                                                     | 14:04.83 |
| 110 m com barreiras          | Jiří Hudec · Tchecoslováquia                                                              | 13.85    | Sergey Usov · União Soviética                                                                | 13.96    | Paul Brice · Reino Unido                                                                | 14.08    |
| 400 m com barreiras          | Ruslan Mishchenko · União Soviética                                                       | 49.71    | Vladimir Budko · União Soviética                                                             | 50.05    | Martin Briggs · Reino Unido                                                             | 50.22    |
| 2.000 m com obstáculo        | Mykola Matyushenko · União Soviética                                                      | 5:31.54  | Burkhard Dahm · Alemanha Ocidental                                                           | 5:33.88  | Lorenzo Hidalgo · Espanha                                                               | 5:36.86  |
| 10 km marcha atlética        | Walter Arena · Itália                                                                     | 42:16.44 | Jacek Herok · Polónia                                                                        | 42:58.95 | Jos Martens · Bélgica                                                                   | 43:01.97 |
| Revezamento 4 x 100 metros   | Alemanha Ocidental · Norbert Dobeleit · Markus Klameth · Jürgen Evers · Ralf Lübke        | 39.25    | União Soviética · Sergey Grishchenko · Andrijus Kornikas · Sergey Poduzdov · Aleksandr Knysh | 39.73    | Reino Unido · Stephen Graham · Steve Eden · Elliot Bunney · Lincoln Asquith             | 39.83    |
| Revezamento 4 x 400 metros   | Alemanha Oriental · Mario Fischer · Mathias Schersing · Jens Carlowitz · Thomas Schönlebe | 3:04.95  | Alemanha Ocidental · Jürgen Gruber · Frank Seybold · Sven Mikisch · Klaus Just               | 3:05.77  | União Soviética · Sergey Filipyev · Ruslan Mishchenko · Feliks Tatoyev · Vladimir Budko | 3:06.45  |
| Salto em altura              | Yuriy Sergiyenko · União Soviética                                                        | 2.28 m   | Evgeni Peyev · Bulgária                                                                      | 2.21 m   | Patrik Sjöberg · Suécia                                                                 | 2.21 m   |
| Salto com vara               | Radion Gataullin · União Soviética                                                        | 5.55 m   | Aleksandr Grigoryev · União Soviética                                                        | 5.45 m   | Ryszard Kolasa · Polónia                                                                | 5.40 m   |
| Salto em distância           | Ron Beer · Alemanha Oriental                                                              | 7.93 m   | Andreja Marinkovic · Iugoslávia                                                              | 7.86 m   | Robert Emmiyan · União Soviética                                                        | 7.83 m   |
| Salto triplo                 | Khristo Markov · Bulgária                                                                 | 16.72 m  | Artem Tsygankov · União Soviética                                                            | 16.30 m  | Claes Rahm · Suécia                                                                     | 16.27 m  |
| Arremesso de peso (6 kg)     | Oleg Zolotukhin · União Soviética                                                         | 19.20 m  | Mikhail Kulish · União Soviética                                                             | 18.29 m  | Richard Navara · Tchecoslováquia                                                        | 17.85 m  |
| Arremesso de disco (1,75 kg) | Yevgeniy Burin · União Soviética                                                          | 55.94 m  | Valeriy Murashov · União Soviética                                                           | 55.22 m  | Patrick Journoud · França                                                               | 53.64 m  |
| Lançamento de martelo        | Sergey Dorozhon · União Soviética                                                         | 74.28 m  | Aleksandr Zeleznev · União Soviética                                                         | 71.90 m  | Marco Gerloff · Alemanha Oriental                                                       | 70.94 m  |
| Arremesso de dardo (6 kg)    | Oleg Pakhol · União Soviética                                                             | 80.88 m  | Sergey Glebov · União Soviética                                                              | 77.86 m  | Klaus-Jorg Murawa · Alemanha Oriental                                                   | 74.84 m  |
| Decatlo                      | Valter Külvet · União Soviética                                                           | 7915 pts | Christian Schenk · Alemanha Oriental                                                         | 7607 pts | Vassiliy Potapenko · União Soviética                                                    | 7465 pts |

### Feminino
| Evento                       | Ouro                                                                                   | Ouro     | Prata                                                                                              | Prata    | Bronze                                                                                   | Bronze   |
| ---------------------------- | -------------------------------------------------------------------------------------- | -------- | -------------------------------------------------------------------------------------------------- | -------- | ---------------------------------------------------------------------------------------- | -------- |
| 100 m                        | Natalya Pomoshchnikova · União Soviética                                               | 11.57    | Simmone Jacobs · Reino Unido                                                                       | 11.59    | Henrietta Kessebeh · Reino Unido                                                         | 11.72    |
| 200 m                        | Simone Schumann · Alemanha Oriental                                                    | 23.04    | Valentina Bozhina · União Soviética                                                                | 23.14    | Simmone Jacobs · Reino Unido                                                             | 23.28    |
| 400 m                        | Petra Müller · Alemanha Oriental                                                       | 51.79    | Gerda Haas · Áustria                                                                               | 52.59    | Malinka Girova · Bulgária                                                                | 52.61    |
| 800 m                        | Katrin Wühn · Alemanha Oriental                                                        | 2:00.25  | Christine Wachtel · Alemanha Oriental                                                              | 2:00.42  | Monika Bens · Alemanha Ocidental                                                         | 2:01.29  |
| 1.500 m                      | Margareta Keszeg · Roménia                                                             | 4:13.17  | Pavlina Evro · Albânia                                                                             | 4:13.77  | Yvonne Grabner · Alemanha Oriental                                                       | 4:14.00  |
| 3.000 m                      | Věra Nožičková · Tchecoslováquia                                                       | 9:19.56  | Zita Agoston · Hungria                                                                             | 9:19.92  | Marion Josefsen · Noruega                                                                | 9:20.93  |
| 100 m com barreiras          | Susanne Losch · Alemanha Oriental                                                      | 13.22    | Jeanette Kreisch · Alemanha Oriental                                                               | 13.26    | Nathalie Byer · Reino Unido                                                              | 13.46    |
| 400 m com barreiras          | Radostina Shtereva · Bulgária                                                          | 56.01    | Kristina Jauch · Alemanha Oriental                                                                 | 57.56    | Marina Mironova · União Soviética                                                        | 58.13    |
| Revezamento 4 x 100 metros   | Alemanha Oriental · Sabine Klaus · Simone Schumann · Ute Beck · Stefanie Jacob         | 44.12    | União Soviética · Yelena Fyodorova · Natalya Pomoshchnikova · Yelena Fedosenko · Valentina Bozhina | 44.44    | Reino Unido · Etta Kessebeh · Georgina Oladapo · Simmone Jacobs · Lisa Goreeph           | 44.86    |
| Revezamento 4 x 400 metros   | Alemanha Oriental · Frauke Jürgens · Sigrun Ludwigs · Petra Müller · Christine Wachtel | 3:30.44  | Bulgária · Petya Strashilova · Yuliana Rasheva · Malina Girova · Radostina Shtereva                | 3:31.78  | Alemanha Ocidental · Christine Wahl · Karin Lix · Annegret Ley · Nicole Leistenschneider | 3:31.94  |
| Salto em altura              | Yelena Topchina · União Soviética                                                      | 1.94 m   | Tamara Malešev · Iugoslávia                                                                        | 1.88 m   | Debbie Marti · Reino Unido                                                               | 1.88 m   |
| Salto em distância           | Larissa Baluta · União Soviética                                                       | 6.67 m   | Monika Beyer · Alemanha Oriental                                                                   | 6.53 m   | Jana Sobotka · Alemanha Oriental                                                         | 6.48 m   |
| Arremesso de peso (6 kg)     | Heidi Krieger · Alemanha Oriental                                                      | 18.06 m  | Valentina Fedyushina · União Soviética                                                             | 17.01 m  | Astrid Wagner · Alemanha Oriental                                                        | 16.89 m  |
| Arremesso de disco (1,75 kg) | Heidi Krieger · Alemanha Oriental                                                      | 60.14 m  | Larissa Platonova · União Soviética                                                                | 59.04 m  | Irina Yefrosimina · União Soviética                                                      | 57.40 m  |
| Lançamento de dardo          | Natalya Chernyenko · União Soviética                                                   | 62.04 m  | Trine Solberg · Noruega                                                                            | 61.40 m  | Jana Kopping · Alemanha Oriental                                                         | 59.08 m  |
| Heptatlo                     | Sybille Thiele · Alemanha Oriental                                                     | 6421 pts | Sabine Braun · Alemanha Ocidental                                                                  | 6273 pts | Jana Sobotka · Alemanha Oriental                                                         | 6222 pts |

## Quadro de medalhas
| Ordem | País               | Medalha de ouro | Medalha de prata | Medalha de bronze | Total |
| ----- | ------------------ | --------------- | ---------------- | ----------------- | ----- |
| 1     | Alemanha Oriental  | 14              | 7                | 7                 | 28    |
| 2     | União Soviética    | 13              | 16               | 5                 | 34    |
| 3     | Reino Unido        | 3               | 1                | 9                 | 13    |
| 4     | Alemanha Ocidental | 2               | 4                | 4                 | 10    |
| 5     | Bulgária           | 2               | 2                | 1                 | 5     |
| 6     | Tchecoslováquia    | 2               | 0                | 1                 | 3     |
| 7     | Itália             | 1               | 0                | 1                 | 2     |
| 8     | Roménia            | 1               | 0                | 0                 | 1     |
| 9     | Polónia            | 0               | 2                | 2                 | 4     |
| 10    | Iugoslávia         | 0               | 2                | 0                 | 2     |
| 11    | Noruega            | 0               | 1                | 1                 | 2     |
| 12=   | Albânia            | 0               | 1                | 0                 | 1     |
| 12=   | Hungria            | 0               | 1                | 0                 | 1     |
| 14=   | Bélgica            | 0               | 0                | 2                 | 2     |
| 14=   | França             | 0               | 0                | 2                 | 2     |
| 14=   | Suécia             | 0               | 0                | 2                 | 2     |
| 17    | Espanha            | 0               | 0                | 1                 | 1     |